# Сем Есмейл
Сем Есмейл (англ. Sam Esmail; нар. 17 вересня 1977, Гобокен, Нью-Джерсі) — американський режисер, ⁣сценарист і продюсер, який керує продюсерською компанією Esmail Corp. Він найбільш відомий як творець, сценарист і режисер серіалу «Пан Робот» з Рамі Малеком у головній ролі.
Роботи Есмейла часто зосереджуються на темах відчуження, технологій та американського суспільства, найчастіше співпрацює з оператором Тодом Кемпбеллом та продюсером Чадом Гамільтоном із Anonymous Content.

## Ранні роки
Есмейл народився в родині єгипетських іммігрантів у Гобокені, штат Нью-Джерсі. У нього є старша сестра і двоє молодших братів, у тому числі Самер Есмейл, який був координатором постпродакшну у «Пан Робот» і «Повернення додому». Його родина мусульманська.
Коли йому було п'ять років,⁣ його родина переїхала до Південної Кароліни, а потім до Шарлотти, Північна Кароліна. У дитинстві Есмейл дуже цікавився технікою. Він придбав свій перший комп'ютер, коли йому було дев'ять років, а через кілька років почав програмувати. Він навчався в середній школі в Саммервіллі, Південна Кароліна, де, за його словами, «влаштовував кінофестивалі Стенлі Кубрика у своєму будинку в середній школі. Це було недобре. У мої часи, за це могли б побити», додавши: «Коли ти кумедний єгиптянин ростеш у Джерсі та Південній Кароліні, це стає дещо грубо». Згодом сім'я повернулася до Сьюелла, штат Нью-Джерсі, де Есмейл закінчив середню школу Вашинґтона у 1995 році.
Есмейл навчався в Нью-Йоркському університеті, де вивчав кіно та інформатику. У 1998 році закінчив Тишську школу мистецтв при університеті. Під час навчання в школі Есмейл працював у її комп'ютерній лабораторії, перш ніж був перенесений на академічний випробувальний термін за злом електронної пошти.
Після закінчення він недовго працював над інтернет-стартапом, а потім заснував власну компанію, що займається програмним забезпеченням, під назвою Portal Vision. У 20 років він залучив 6 мільйонів доларів США на венчурне фінансування під час буму доткомів⁣, але програмне забезпечення швидко застаріло, коли широкосмуговий Інтернет почав замінювати комутований доступ. Він залишив посаду президента та технологічного директора, щоб ненадовго відвідати програму творчого письма Дартмутського коледжу.
Есмейл переїхав до Лос-Анджелеса у 2001 році, де навчався в консерваторії AFI. У 2004 році отримав ступінь магістра образотворчого мистецтва за спеціальністю режисура.

## Особисте життя

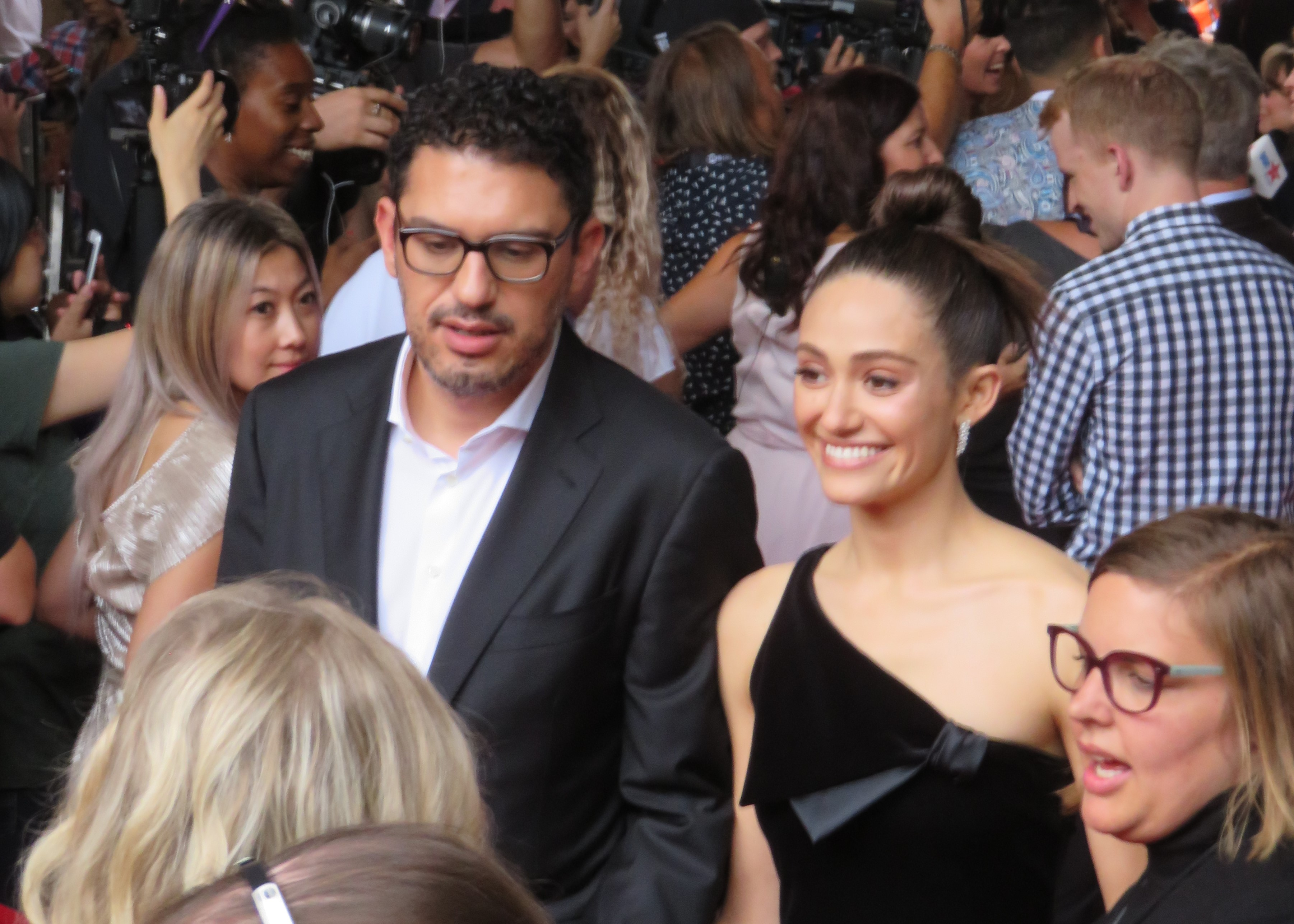
Есмейл та його дружина Еммі Россум у 2018 році

У серпні 2015 року Есмейл заручився з актрисою Еммі Россум після двох років побачень. Він зняв її у своєму режисерському дебюті «Комета». Вона єврейка, і вони одружилися 28 травня 2017 року в реформаторській синагозі в Нью-Йорку. 24 травня 2021 року Россум народила дочку.
Есмейл страждає на соціальний тривожний розлад і вважає, що його дружина Россум допомагає йому з цим.
Есмейл проводить час між Нью-Йорком і Лос-Анджелесом.

## Фільмографія

### Фільми
| Рік  | Назва          | Оригінальна назва                       | Посада  | Посада    | Посада     | Коментарі        |
| Рік  | Назва          | Оригінальна назва                       | Режисер | Сценарист | Продюсер   | Коментарі        |
| ---- | -------------- | --------------------------------------- | ------- | --------- | ---------- | ---------------- |
| 2002 |                | The Lobo Paramilitary Christmas Special | Ні      | Ні        | Так        | Короткометражний |
| 2004 |                | Deep Down in Florida                    | Так     | Ні        | Ні         | Короткометражний |
| 2004 | Комета         | Comet                                   | Так     | Так       | Ні         |                  |
| 2004 |                | Mockingbird                             | Ні      | Історія   | Ні         |                  |
| 2016 |                | Risk                                    | Ні      | Ні        | Виконавчий | Документальний   |
| 2023 | Ілюзія безпеки | Leave the World Behind                  | Так     | Так       | Так        | Зйомки           |

### Серіали
| Рік       | Назва             | Оригінальна назва         | Посада  | Посада    | Посада   | Коментарі                                                                   |
| Рік       | Назва             | Оригінальна назва         | Режисер | Сценарист | Продюсер | Коментарі                                                                   |
| --------- | ----------------- | ------------------------- | ------- | --------- | -------- | --------------------------------------------------------------------------- |
| 2008–2009 |                   | HBO First Look            | Ні      | Ні        | Ні       | Координатор постпродакшну (3 епізоди)                                       |
| 2010      |                   | The Battle for Late Night | Ні      | Ні        | Ні       | Супервайзер постпродакшну (документальний)                                  |
| 2015–2019 | Пан Робот         | Mr. Robot                 | Так     | Так       | Так      | Творець, режисер (38 епізодів), сценарист (45 епізодів), актор (6 епізодів) |
| 2018–2020 | Повернення додому | Homecoming                | Так     | Ні        | Так      | Режисер (10 епізодів)                                                       |
| 2021      | У заростях        | Briarpatch                | Ні      | Ні        | Так      |                                                                             |
| 2022      | Ґазліт            | Gaslit                    | Ні      | Ні        | Так      |                                                                             |
| 2022      | Анджеліна         | Angelyne                  | Ні      | Так       | Так      | Мінісеріал                                                                  |
| TBA       |                   | Acts of Crime             | Так     | Так       | Так      |                                                                             |
| TBA       |                   | The Resort                | Ні      | Ні        | Так      | Творець                                                                     |